# Адемай на прикордонному посту (фільм)
«Адемай на прикордонному посту» (фр. Adémaï au poteau-frontière) — французький кінофильм 1950 року з Луї де Фюнесом.

## Сюжет
Заблукавши в лісі по дорозі додому, селянин Адемай витягує прикордонний стовп. У поспіху він встановлює його задом наперед. Це тягне за собою нескінченні сутички на кордоні. Конфлікт наростає і призводить до війни між граничащими країнами, що створює проблеми і Адемаю…

## Актори
- Поль Коллін — Адемай, селянин
- Софі Карраль — контрабандист
- Луї де Фюнес — солдат (нема в титрах)